# Silvano d'Orba
Silvano d'Orba est une commune italienne de la province d'Alexandrie, dans la région Piémont.

## Administration
| Période                                  | Période | Identité | Étiquette | Qualité |
| ---------------------------------------- | ------- | -------- | --------- | ------- |
|                                          |         |          |           |         |
| Les données manquantes sont à compléter. |         |          |           |         |

## Frazioni
Valle Cochi, Pieve, Bacchetti, Guastarina, Pagliara, Villa, Milanesi, Setteventi, Ravino, Bolla, Pagliaccia, Bordini, Pianterasso, Bessica, Prieto, Castagnola, Caraffa, Passada

### Communes limitrophes
Capriata d'Orba, Castelletto d'Orba, Lerma, Ovada, Rocca Grimalda, Tagliolo Monferrato